# 야코브 밀라토비치
야코브 밀라토비치(몬테네그로어: Jakov Milatović / Јаков Милатовић, 1986년 12월 7일~)는 몬테네그로의 정치인, 경제학자이며, 제5대 몬테네그로의 대통령이다.
옥스퍼드 대학교에서 경제학 박사 학위를 취득했고 2020년부터 2022년까지 즈드라브코 크리보카피치 내각에서 경제부 장관을 맡았다. 2022년 밀로이코 스파이치와 함께 지금 유럽!을 창당하여 부대표를 맡았고 2023년 대선에서 승리하면서 5월 20일부터 대통령에 취임했다. 그는 취임 당시 36세로 현재 세계에서 6번째로 어린 현직 국가 원수이다.

## 역대 선거 결과
| 선거명      | 직책명                     | 대수 | 정당       | 1차 득표율 | 1차 득표수 | 2차 득표율 | 2차 득표수 | 결과 | 당락                   |
| ----------- | -------------------------- | ---- | ---------- | ---------- | ---------- | ---------- | ---------- | ---- | ---------------------- |
| 2023년 선거 | 몬테네그로 공화국의 대통령 | 5대  | 지금 유럽! | 28.92%     | 97,867표   | 58.88%     | 221,592표  | 1위  | 몬테네그로 대통령 당선 |